# Olszak (góra)
Olszak (niem. Birkberg) – szczyt w Górach Opawskich (cz. Zlatohorská vrchovina), w Sudetach Wschodnich o wysokości 453 m n.p.m. nad przełomem Złotego Potoku. Na północno-zachodnim stoku znajduje się oczko wodne „Żabie Oczko” w zagłębieniu dawnego kamieniołomu. Na wschodnim stoku oczko wodne „Morskie Oczko”, w zagłębieniu mniejszego kamieniołomu. Drzewostany w południowej części góry chroni leśny rezerwat przyrody Olszak, natomiast na północno-wschodnich skłonach wzniesienia znajduje się rezerwat przyrody Dębniak. Należy do Korony Parku Krajobrazowego Góry Opawskie.

## Szlaki turystyczne
- Pokrzywna – Olszak – Jarnołtówek
- ścieżka dydaktyczna o przebiegu identycznym jak szlak niebieski